# Laura Quevedo
Laura Quevedo (15 de abril de 1996) é uma basquetebolista profissional espanhola, medalhista olímpica.

## Carreira
Laura Quevedo integrou Seleção Espanhola de Basquetebol Feminino, na Rio 2016, conquistando a medalha de prata.